# Hilda Ferguson
Hilda Ferguson (nacida Hildegarde Gibbons; 1903-1933) fue una bailarina y showgirl estadounidense.

## Primeros años
Ferguson era la más joven de seis hijos nacidos de Robert Lee Gibbons, un pintor de signos, y Demariah (Sterling) Gibbons en el barrio de Hamilton de Baltimore. A la edad de 15 años, se fugó con el estudiante de odontología hondureño Robert Ugarte y se casó el 2 de junio de 1919. Al año siguiente, dio a luz a una hija, Yolanda Emily. Ferguson dejó a su esposo e hijo y se mudó a la ciudad de Nueva York alrededor de 1921.

## Carrera de Broadway
La primera mención de Ferguson como artista llegó el 23 de junio de 1922, cuando fue señalada como miembro de "Bathing Beach Revue" en Murray's Cabaret en la calle 42. El aviso fue principalmente sobre la desestimación de un cargo de indecencia policial contra el programa.

Más tarde ese año, su carrera se vio impulsada significativamente cuando fue elegida para The Music Box Revue en Broadway. Participó en las Ziegfeld Follies de 1923, 1924 y 1925. Su último gran espectáculo fue el musical Yours Truly, que se estrenó en 1927.
El principal reclamo de Ferguson a la fama en el entretenimiento fue como una Ziegfeld girl, conocida por su "Great Shimmy Dance," según los informes, realizada en un elaborado tocado con plumas.

## Vida personal
Ferguson tuvo una vida personal constantemente turbulenta. En marzo de 1923, su compañera de cuarto, la modelo Dorothy "Dot" King, fue asesinada. La policía consideró a Ferguson como sospechosa, ya que, según los informes, tuvo una pelea dramática con King justo antes de la muerte de este último. También hubo sospechas sobre la abrupta partida de Ferguson a Europa poco después del crimen. El asesinato nunca fue resuelto.

Después de su último show, Ferguson anunció un plan para casarse con Aaron Benesch, un millonario de sesenta años; la boda nunca ocurrió. Estuvo vinculada románticamente a varios hombres, incluido el actor George Raft, el compositor Arthur Gershwin y el contrabandista Nucky Johnson. Fue arrestada como testigo material en 1931 después de que un amante, el gángster "Tough Willie" McCabe, fuera apuñalado.

Ella tenía un grave problema con la bebida y ha sido descrita como "la rubia querida del inframundo que podía verter una increíble cantidad de ginebra recta a través de sus labios pert rosebud.2 Pasó el final de su vida "en la ruina" en su Baltimore natal.

## Muerte
Ferguson murió en 1933 de peritonitis, una infección del tracto digestivo. Fue enterrada en una tumba sin nombre en el Loudon Park Cemetery en Baltimore, Maryland.
 (Su página de Find a Grave muestra una lápida.)